# Пелэм-Клинтон, Генри, 4-й герцог Ньюкасл-андер-Лайн
Генри Пелэм-Клинтон (англ. Henry Pelham Fiennes Pelham-Clinton, 4th Duke of Newcastle-under-Lyne; 31 января 1785 — 12 января 1851) — 4-й герцог Ньюкасл-андер-Лайн, с 1794 по 1795 годы известен как граф Линкольн.

## Происхождение
Старший сын Томаса Пелэм-Клинтон, 3-го герцога Ньюкасл-андер-Лайн и его супруги Анны Марии Стэнхоуп. Учился в Итоне. Его отец умер, когда ему было десять лет. В 1803 году, после Амьенского мира, его мать и отчим отправили юного герцога в тур по Европе. Однако война вскоре возобновилась и он был задержан в Туре, где оставался до 1806 года.

## Политическая карьера
Служил лордом-лейтенантом Ноттингемшира с 1809 по 1839 годы. С 1812 года Рыцарь Ордена Подвязки. Никогда не занимал общенациональных постов, но был очень активен в политике. С 1826 года — один из лидеров ультра-тори.